# سیارک ۲۱۵۴۰
سیارک ۲۱۵۴۰ (به انگلیسی: 21540 Itthipanyanan، نامگذاری:1998QE11) بیست و یک هزار و پانصد و چهلمین سیارک کشف شده‌است که در ۱۷ اوت ۱۹۹۸ کشف شد.
قدر مطلق سیارک برابر ۲۹.۵ است.